# Frăsinet (Teleorman)
Frăsinet è un comune della Romania di 2 898 abitanti, ubicato nel distretto di Teleorman, nella regione storica della Muntenia. 
Il comune è formato dall'unione di 2 villaggi: Clănița e Frăsinet.
Frăsinet è divenuto comune autonomo nel 2005, staccandosi dal comune di Băbăița.